# Тітерлешть
Тітерлешть, Тітерлешті (рум. Titerlești) — село у повіті Мехедінць в Румунії. Адміністративно підпорядковане місту Бая-де-Араме.
Село розташоване на відстані 268 км на захід від Бухареста, 44 км на північ від Дробета-Турну-Северина, 147 км на південний схід від Тімішоари, 111 км на північний захід від Крайови.

## Населення
За даними перепису населення 2002 року у селі проживали 364 особи, усі — румуни. Усі жителі села рідною мовою назвали румунську.